# Libanonethes probosciferus
Libanonethes probosciferus là một loài chân đều trong họ Trichoniscidae. Loài này được Vandel miêu tả khoa học năm 1955.